# НХЛ у сезоні 1934—1935
НХЛ у сезоні 1934/1935 — 18-й регулярний чемпіонат НХЛ. Сезон стартував 8 листопада 1934. Закінчився фінальним матчем Кубка Стенлі 9 квітня 1935 між Монреаль Марунс та Торонто Мейпл-Ліфс перемогою «маронів» 4:1 в матчі та 3:0 в серії. Це друга перемога в Кубку Стенлі «маронів».

## Огляд
Сезон ознаменувався великим переходом гравців «Монреаль Канадієнс» Гові Моренца, Лорна Шабо та Марті Бурка до «Чикаго Блек Гокс» в обмін на Лероя Голдсворті.
10 листопада 1934 Арманд Мондю («Монреаль Канадієнс») не реалізував штрафний кидок його відбив воротар Джордж Гейнсворт («Торонто Мейпл-Ліфс»)

## Підсумкові турнірні таблиці

### Канадський дивізіон
| Команда            | І  | В  | П  | Н | Оч. | ШЗ  | ШП  |
| ------------------ | -- | -- | -- | - | --- | --- | --- |
| Торонто Мейпл-Ліфс | 48 | 30 | 14 | 4 | 64  | 157 | 111 |
| Монреаль Марунс    | 48 | 24 | 19 | 5 | 53  | 123 | 92  |
| Монреаль Канадієнс | 48 | 19 | 23 | 6 | 44  | 110 | 145 |
| Нью-Йорк Амеріканс | 48 | 12 | 27 | 9 | 33  | 100 | 142 |
| Сент-Луїс Іглс     | 48 | 11 | 31 | 6 | 28  | 86  | 144 |

### Американський дивізіон
| Команда            | І  | В  | П  | Н | Оч. | ШЗ  | ШП  |
| ------------------ | -- | -- | -- | - | --- | --- | --- |
| Бостон Брюїнс      | 48 | 26 | 16 | 6 | 58  | 129 | 112 |
| Чикаго Блек Гокс   | 48 | 26 | 17 | 5 | 57  | 118 | 88  |
| Нью-Йорк Рейнджерс | 48 | 22 | 20 | 6 | 50  | 137 | 139 |
| Детройт Ред-Вінгс  | 48 | 19 | 22 | 7 | 45  | 127 | 114 |

## Найкращі бомбардири
| Гравець       | Команда             | І  | Г  | П  | О  |
| ------------- | ------------------- | -- | -- | -- | -- |
| Чарлі Конахер | Торонто             | 47 | 36 | 21 | 57 |
| Сід Гоу       | Сент-Луїс / Детройт | 50 | 22 | 25 | 47 |
| Ларрі Орі     | Детройт             | 48 | 17 | 29 | 46 |
| Френк Буше    | Нью-Йорк Рейнджерс  | 48 | 13 | 32 | 45 |
| Башер Джексон | Торонто             | 42 | 22 | 22 | 44 |

## Плей-оф

### Попередній раунд
| - 23 березня. Чикаго - Монреаль Марунс 0:0 - 26 березня. Монреаль Марунс - Чикаго 1:0 ОТ Серія: Монреаль Марунс - Чикаго 1-0 | - 24 березня. Монреаль Канадієнс - Н-Й Рейнджерс 1:2 - 26 березня. Н-Й Рейнджерс - Монреаль Канадієнс 4:4 Серія: Н-Й Рейнджерс - Монреаль Канадієнс 6-5 |

### Півфінали
| - 23 березня. Торонто - Бостон 0:1 2ОТ - 26 березня. Торонто - Бостон 2:0 - 28 березня. Бостон - Торонто 0:3 - 30 березня. Бостон - Торонто 1:2 Серія: Торонто - Бостон 3-1 | - 31 березня. Монреаль Марунс - Н-Й Рейнджерс 2:1 - 2 квітня. Н-Й Рейнджерс - Монреаль Марунс 3:3 Серія: Монреаль Марунс - Н-Й Рейнджерс 5-4 |

### Фінал
- 4 квітня. Монреаль Марунс - Торонто 3:2 ОТ
- 6 квітня. Монреаль Марунс - Торонто 3:1
- 9 квітня. Торонто - Монреаль Марунс 1:4

Серія: Монреаль Марунс - Торонто 3-0
Володарі Кубка Стенлі
| Володарі Кубка Стенлі Монреаль Марунс | Воротар: Алек Коннелл Захисники: Мервін Вентворт, Лайонел Конахер, Стюарт Еванс, Аллан Шілдс, Білл Міллер, Білл Маккензі Нападники: Джиммі Ворд, Лоренс Норткотт, Гулі Сміт К, Дейв Троттьє, То Блейк, Гас Маркер, Герб Кейн, Ерл Робінсон, Семюель Макманус, Боб Грейсі, Расс Блінко, Датч Гейнор |

## Призи та нагороди сезону
| Нагороди                 | Гравець      | Команда            |
| ------------------------ | ------------ | ------------------ |
| Пам'ятний трофей Колдера | Свіні Шрінер | Нью-Йорк Амеріканс |
| Пам'ятний трофей Гарта   | Едді Шор     | Бостон Брюїнс      |
| Приз Леді Бінг           | Френк Буше   | Нью-Йорк Рейнджерс |
| Трофей Везини            | Лорн Шабо    | Чикаго Блек Гокс   |

| Нагорода               | Клуб               |
| ---------------------- | ------------------ |
| Приз принца Уельського | Бостон Брюїнс      |
| Приз О'Брайна          | Торонто Мейпл-Ліфс |
| Кубок Стенлі           | Монреаль Марунс    |

## Команда всіх зірок
| Перша команда                     | Позиція              | Друга команда                    |
| --------------------------------- | -------------------- | -------------------------------- |
| Лорн Шабо, Чикаго Блек Гокс       | Воротар              | Тайні Томпсон, Бостон Брюїнс     |
| Едді Шор, Бостон Брюїнс           | Захисник             | Мервін Вентворт, Монреаль Марунс |
| Ерл Зайберт, Нью-Йорк Рейнджерс   | Захисник             | Арт Култер, Чикаго Блек Гокс     |
| Френк Буше, Нью-Йорк Рейнджерс    | Центральний нападник | Куні Вейленд, Детройт Ред-Вінгс  |
| Чарлі Конахер, Торонто Мейпл-Ліфс | Правий нападник      | Діт Клеппер, Бостон Брюїнс       |
| Башер Джексон, Торонто Мейпл-Ліфс | Лівий нападник       | Орель Жоля, Монреаль Канадієнс   |
| Лестер Патрик, Нью-Йорк Рейнджерс | Тренер               | Дік Ірвін, Торонто Мейпл-Ліфс    |

## Дебютанти сезону
Список гравців, що дебютували цього сезону в НХЛ.
- Томмі Андерсон, Детройт Ред-Вінгс
- Свіні Шрінер, Нью-Йорк Амеріканс
- То Блейк, Монреаль Марунс
- Білл Коулі, Сент-Луїс Іглс
- Арт Джексон, Торонто Мейпл-Ліфс
- Боб Девідсон, Торонто Мейпл-Ліфс
- Нік Метц, Торонто Мейпл-Ліфс

## Завершили кар'єру
Список гравців, що завершили виступати в НХЛ.
- Джон Росс Роач, Детройт Ред-Вінгс
- Альбер Ледюк, Монреаль Канадієнс
- Чарлі Маквей, Нью-Йорк Амеріканс
- Датч Гейнор, Монреаль Марунс